# Casa Velluti

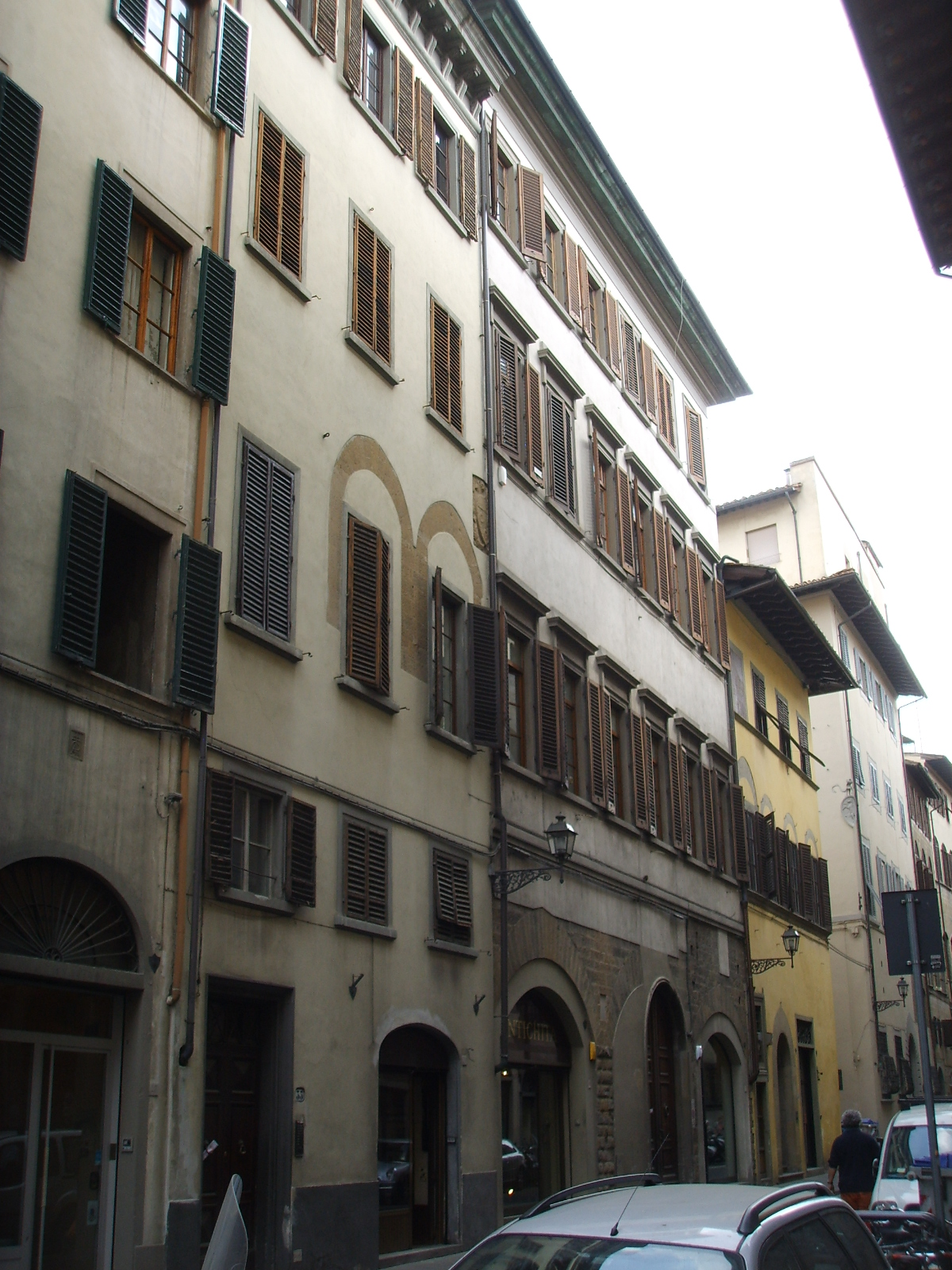
A Casa Velluti nos números 33-35 da Via Maggio

A Casa Velluti é um palácio de Florença que se encontra na Via Maggio. Segundo o Guia do Touring Club é o edifício com o brasão Ridolfi no número 27 daquela rua, embora se encontre um brasão dos Velluti nos números 33-35. De facto, em 1761 parece que os actuais edifícios no 33-35 constituiam um só que pertencia ao Barão Ferdinando Velluti, dito por um tal Generoso Sassi, que talvez fosse procurador ou livellario  (A.S.F., Decime Granducali n. 3786).

## História
Os Velluti (depois Velluti Zati) eram uma família nobre de Florença (transferida posteriormente para o Reino das Duas Sicílias antes de regressar definitivamente a Florença em 1788), que possuia o seu próprio palácio principal não muito longe dali, entre a Via de' Velluti e a Via dei Vellutini, ruas que deles tomaram o nome. 
A casa no número 33 tem um desenvolvimento prevalentemente vertical, com duas filas de três janelas de arco, com cornijas planas em pietra forte e trompe l'oeil que simulam as persianas na parte semi-circular; aqui se encontra um grande brasão dos Ridolfi de Piazza com fitas esvoaçantes. Os edifícios nos números 33-35 apresentam as formas de duas janelas de arco em pietra forte no piano nobile, deixadas à vista pelo reboco depois que foram substituidas por janelas rectangulares, enquanto o edifício da direita tem, pelo contrário, grandes portais com arco rebaixado para exercícios comerciais, tipicamente trecentistas, e a parte superior da fachada apresenta elementos posteriores ao século XVIII, com janelas arquitravadas e três pisos, o último dos quais talvez fruto de um acrescento oitocentista. O único elemento de ligação entre os dois corpos em fachada é o brasão Velluti, em pietra forte, colocado exactamente no ponto de limite no primeiro andar: um escudo dividido horizontalmente em dois com a parte superior lisa (na versão a cor seria de ouro) e a inferior com três anéis (seria em campo vermelho com anéis de ouro).
Da parte do palácio com o número 35 acede-se a um pátio interior bastante desordenado, mas que revela inequivocamente algumas transformações sucessivas ao longo dos séculos: ao lado das semi-pilastras octogonais encimadas por capitéis com folhas, tipicamente trecentistasi, encontra-se, de facto, uma coluna em pietra serena que suporta um duplo arco de volta perfeita, criando um alpendre tipicamente renascentista no lado leste, com abóbadas de aresta e mísulas coríntias; completa o conjunto uma série de suportes sobre consolas em pedra e um brasão com uma cabeça de bode.
Ao lado da parte do palácio, no número 37, na esquina com a Via de' Marsili, encontra-se a Casa di Bernardo Buontalenti.

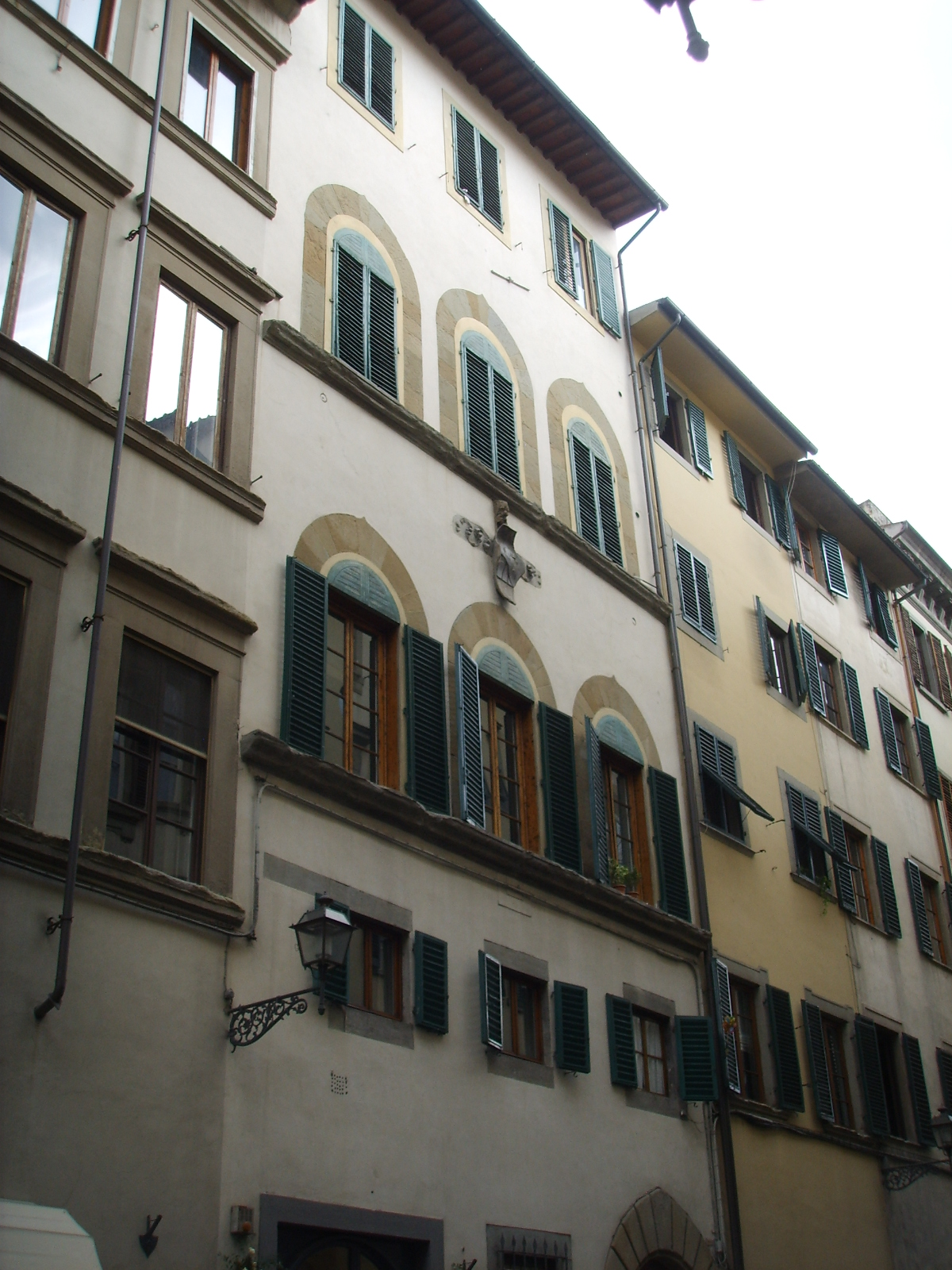
A casa no número 27
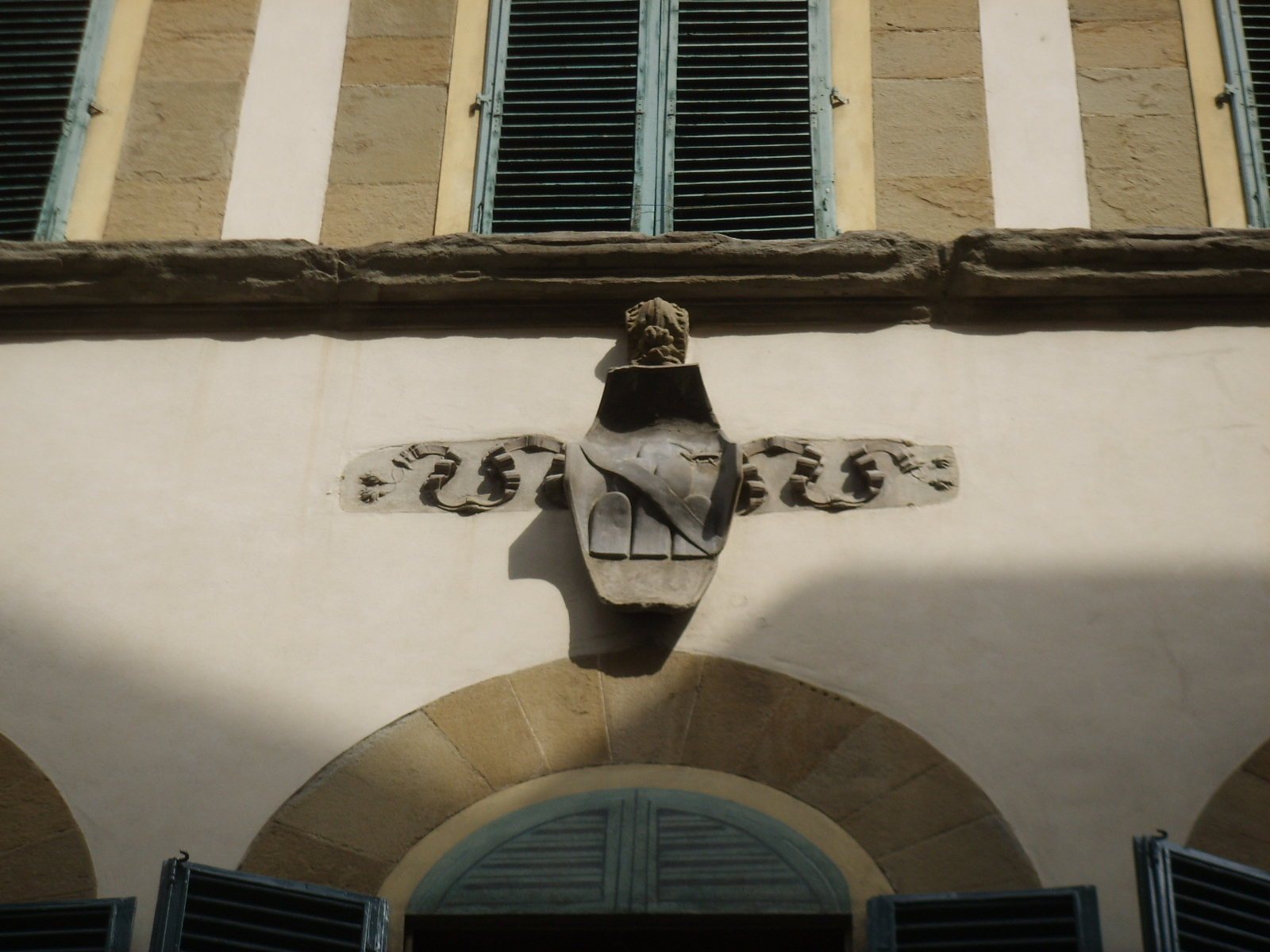
O brasão dos Ridolfi
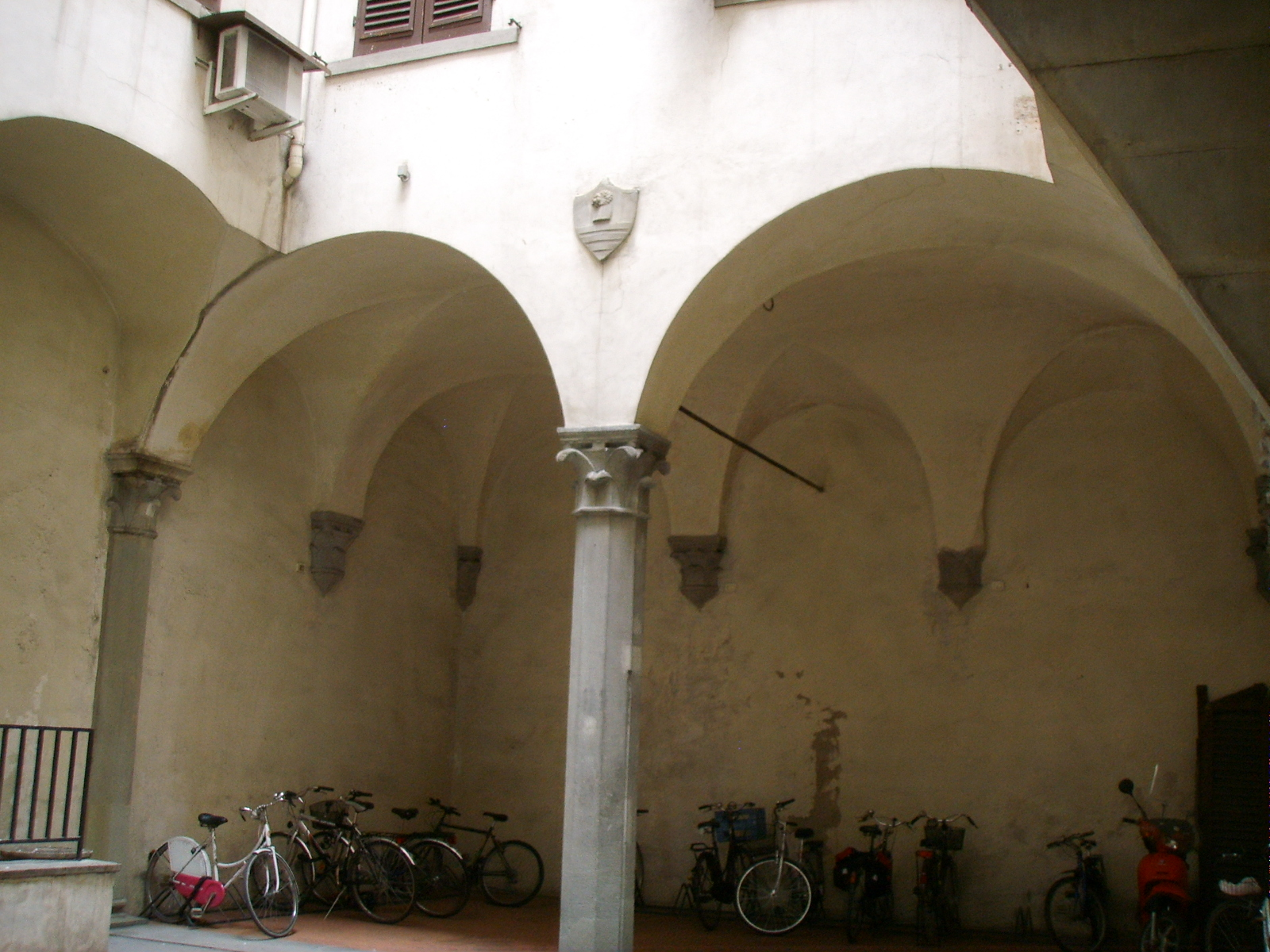
O pátio
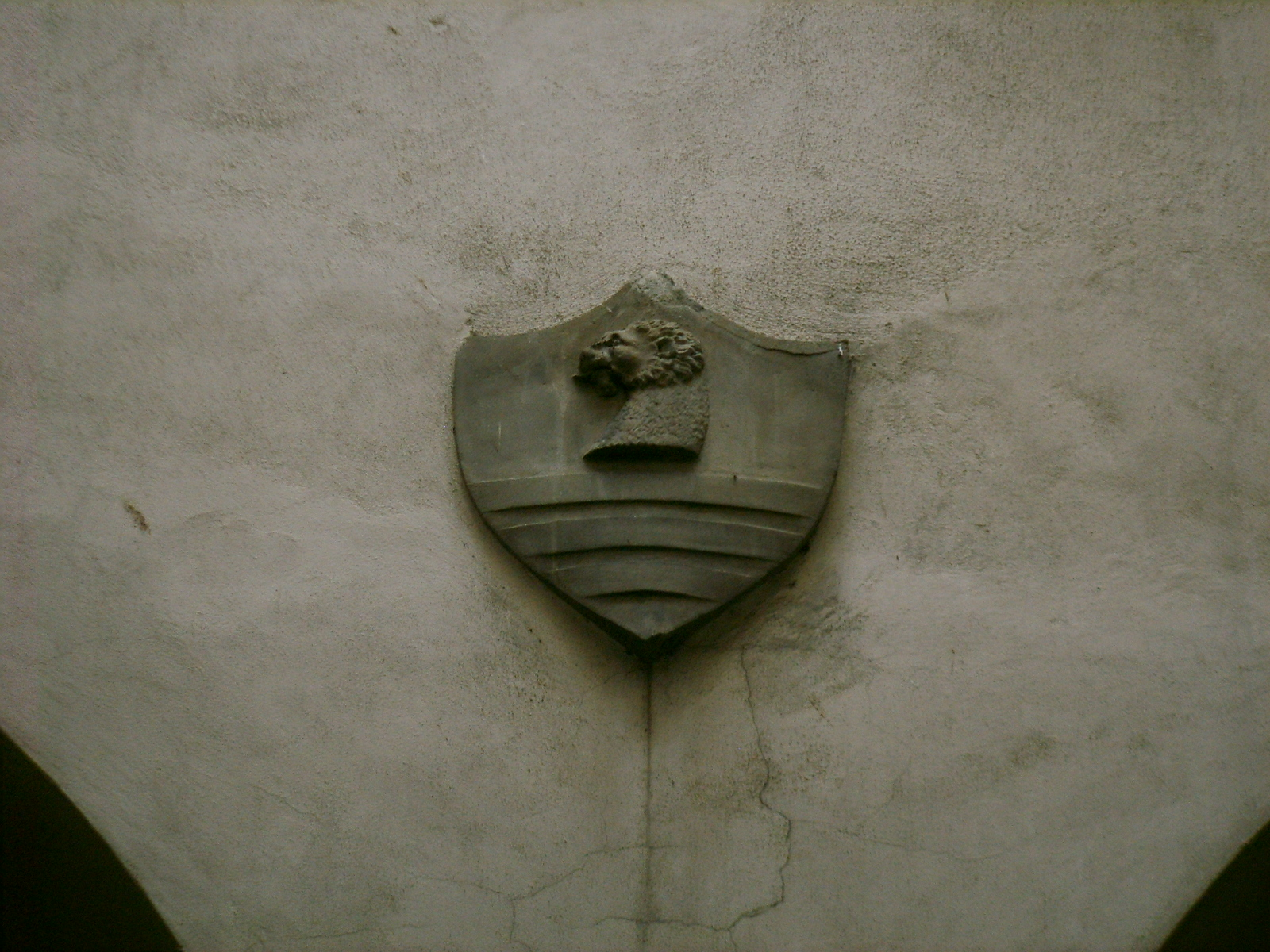
Brasão no pátio